# Carl Pulfrich
Carl P. Pulfrich (Burscheid, 24 de setembro de 1858 – próximo a Timmendorfer Strand, Mar Báltico, 12 de agosto de 1927 no Mar Báltico, afogou-se quando sua canoa emborcou) foi um físico alemão, conhecido por avanços em óptica feitos como pesquisador para a empresa Carl Zeiss em Jena por volta de 1880, e para documentar o efeito Pulfrich, um fenômeno psico-óptico que pode ser usado para criar um tipo de efeito visual 3-D.

## Vida Pessoal
Pulfrich casou em 1891 com Mathilde Doll, filha do geodesista Max Doll (1833–1905) e irmã de Elisabeth, mulher de Heinrich Hertz.

## Avanços na óptica
Pulfrich foi empregado para desenvolver a estereoscopia. Seu aparelho para medir distâncias estereoscopicamente foi apresentado pela primeira vez em Munique em 1899. Ele foi posteriormente desenvolvido para um estereocomparador que foi apresentado em Hamburgo em 1901. A estereoscopia foi usada para mapeamento topográfico, astronomia e oceanografia porque tudo podia ser feito com rapidez e precisão. Ele foi o pioneiro no uso de levantamentos fotográficos aéreos.
Ele introduziu em 1909 um "Curso de Férias em Estereofotogrametria", que deu origem à "Semana de Fotogrametria" anual que durou mais de um século. Leica Geosystems patrocina o "Prêmio Carl Pulfrich", para homenagear os avanços nos campos da fotogrametria, sensoriamento remoto e imagens da Terra.

Pulfrich percebeu que as pessoas nas quais a função visual diferia entre os dois olhos percebiam o efeito estéreo:
“Gibt es doch, wie sich jetzt herausgestellt hat, Personen, die auch im freien Sehen das Kreisen der Marke sehen, links oder rechts herum, je nachdem bei dem betreffenden Beobachter das linke oder das rechte Auge schneller reagiert als das andere. In solchen für den Augenarzt besonders beachtenswerten Fällen konnte jedesmal eine mehr oder weniger grosse, durch einseitigen Gebrauch oder andere Ursachen erworbene Ungleicheit der beiden Augen nachgewiesen werden”.

[Existem, como descobrimos, pessoas que podem perceber a circulação do ponteiro sem usar um filtro de densidade neutra. O movimento para a esquerda ou direita depende se o olho esquerdo ou direito do observador reage mais rápido do que o outro. Nestes casos, relevantes para o oftalmologista, sempre foi possível demonstrar uma diferença entre os dois olhos, devido ao uso unilateral (Observação do tradutor: Pulfrich refere-se a ambliopia) ou outras causas.]
O comentário de Pulfrich sugere uma lista de doenças nas quais o efeito estereofônico pode ocorrer. Ele se perguntou por que o efeito estéreo não foi notado antes por causa da abundância de pêndulos de relógio oscilantes:
"Wenn man bedenkt mit welch einfachen Mitteln die Erscheinung der kreisenden Marke hervorgerufen werden kann, so kann man sich nur darüber wundern, dass sie anscheinend nicht schon früher einmal beobachtet worden ist, wegrenu doch jeder wundern".
[Se considerarmos os meios simples usados para produzir o fenômeno do ponteiro circulante, nos perguntamos por que essa observação não foi feita antes, especialmente porque toda loja de relógios oferece essa oportunidade.]

-  Carl P. Pulfrich 

## Refratômetro Pulfrich
Um refratômetro Pulfrich mede o índice de refração de uma amostra medindo o ângulo crítico da amostra com um prisma bem caracterizado. Pulfrich e Max Wolz o inventaram na fábrica da Zeiss.

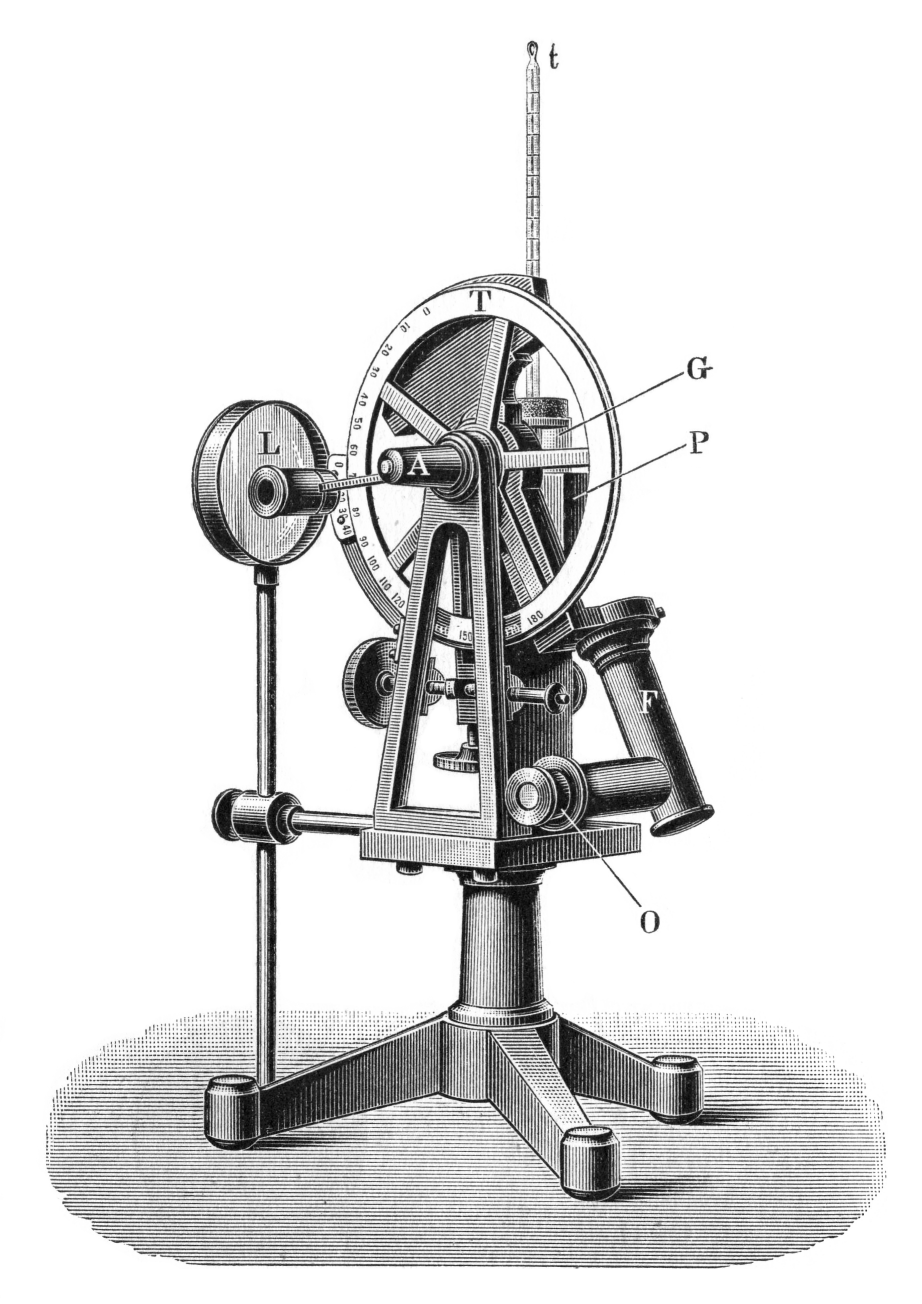
Refratômetro de Pulfrich (gravura em madeira, 1897)

## Obras
- Über eine Prüfungstafel für stereoskopisches Sehen. In: Zeitschrift für Instrumentenkunde 21, 1901, S. 249–60
- Über neuere Anwendungen der Stereoskopie und über einen hierfür bestimmten Stereokomparator. In: Zeitschrift für Instrumentenkunde 22, 1902, S. 65–81, S. 133–141, S. 178–92, S. 229–246
- Auffindung eines neuen Planeten mit Hilfe des Stereokomparators. In:  Astronom. Nachr. 159, 1902, S. 83ff
- Stereoskopisches Sehen und Messen. Gustav Fischer, Jena 1911
- Über Photogrammetrie aus Luftfahrzeugen und die ihr dienenden Instrumente. Gustav Fischer, Jena 1919
- Die Stereoskopie im Dienste der isochromen und heterochromen Photometrie. In: Die Naturwissenschaften 10, 1922, S. 553–564, S. 569–574, S. 596–601, S. 714–722, S. 735–743, S. 751–761
- Die Stereoskopie im Dienste der Photometrie und Pyrometrie. J. Springer, Berlim 1923